# Rick DeMont
Rick DeMont, właśc. Richard James DeMont (ur. 21 kwietnia 1956 w San Francisco) – amerykański pływak, mistrz świata (1973), były rekordzista świata na dystansach 400 m stylem dowolnym i 1500 stylem dowolnym, pierwszy zawodnik w historii, który przepłynął dystans 400 m stylem dowolnym poniżej 4 minut.

## Kariera sportowa
Podczas amerykańskich kwalifikacji do igrzysk olimpijskich w Monachium (1972) pobił wynikiem 15:52,91 rekord świata na 1500 m stylem dowolnym. Na igrzyskach w Monachium zwyciężył w wyścigu na 400 m stylem dowolnym, z czasem 4:00,26, dwa dni po tym zwycięstwie zakwalifikował się także z ósmym czasem do finału wyścigu na 1500 m. Został jednak zdyskwalifikowany, pozbawiony złotego medalu i możliwości dalszych startów na zawodach, z uwagi na wykrycie w jego organizmie zabronionej substancji (Mike Burton, który wygra następnie wyścig na 1500 m, zabierze mu przy okazji rekord świata na tym dystansie, osiągając wynik 15:52,58). 
DeMont jako astmatyk zażywał lek o nazwie Marax, zawierający efedrynę i zgłosił ten fakt kierownictwu swojej ekipy. Lekarze drużyny amerykańskiej nie sprawdzili jednak, czy lek ten zawiera substancję zabronioną. Jakkolwiek zawodnik nie był winien całej sytuacji, nie odzyskał medalu pomimo protestu kierownictwa reprezentacji. Dopiero w 2001 Komitet Olimpijski USA wziął na siebie winę za zdarzenie, ale nie doprowadziło do przywrócenia zawodnikowi zwycięstwa olimpijskiego.
W 1973 DeMont zdobył złoty medal na pierwszych w historii mistrzostwach świata, wygrywając wyścig na 400 m stylem dowolnym, bijąc przy tym rekord świata wynikiem 3:58,18 (jako pierwszy zawodnik w historii poniżej 4 minut na tym dystansie). Ponadto zdobył srebrny medal na 1500 m stylem dowolnym, wynikiem 15:35.44 Na Igrzyskach Panamerykańskich w 1975 zwyciężył w sztafecie 4 × 200 m i zdobył srebrny medal na dystansie 200 m stylem dowolnym. W 1977 pobił w sztafecie 4 × 100 m stylem dowolnym rekord świata z wynikiem 3:21,11.
Na mistrzostwach USA zwyciężał: 400 m/500 m stylem dowolnym – 1973 (lato), 1500 m/1650 m stylem dowolnym – 1972, 1973 (lato), sztafeta 4 × 100 m stylem dowolnym – 1977 (lato), 4 × 200 m stylem dowolnym – 1977 (lato).
W 1973 został wybrany najlepszym pływakiem na świecie. W 1990 został wybrany do International Swimming Hall of Fame.